# Glyptopetalum sclerocarpum
Glyptopetalum sclerocarpum är en benvedsväxtart som först beskrevs av Kurz, och fick sitt nu gällande namn av Laws. Glyptopetalum sclerocarpum ingår i släktet Glyptopetalum och familjen Celastraceae. Inga underarter finns listade.